# Давка на стадионе «Хиллсборо»

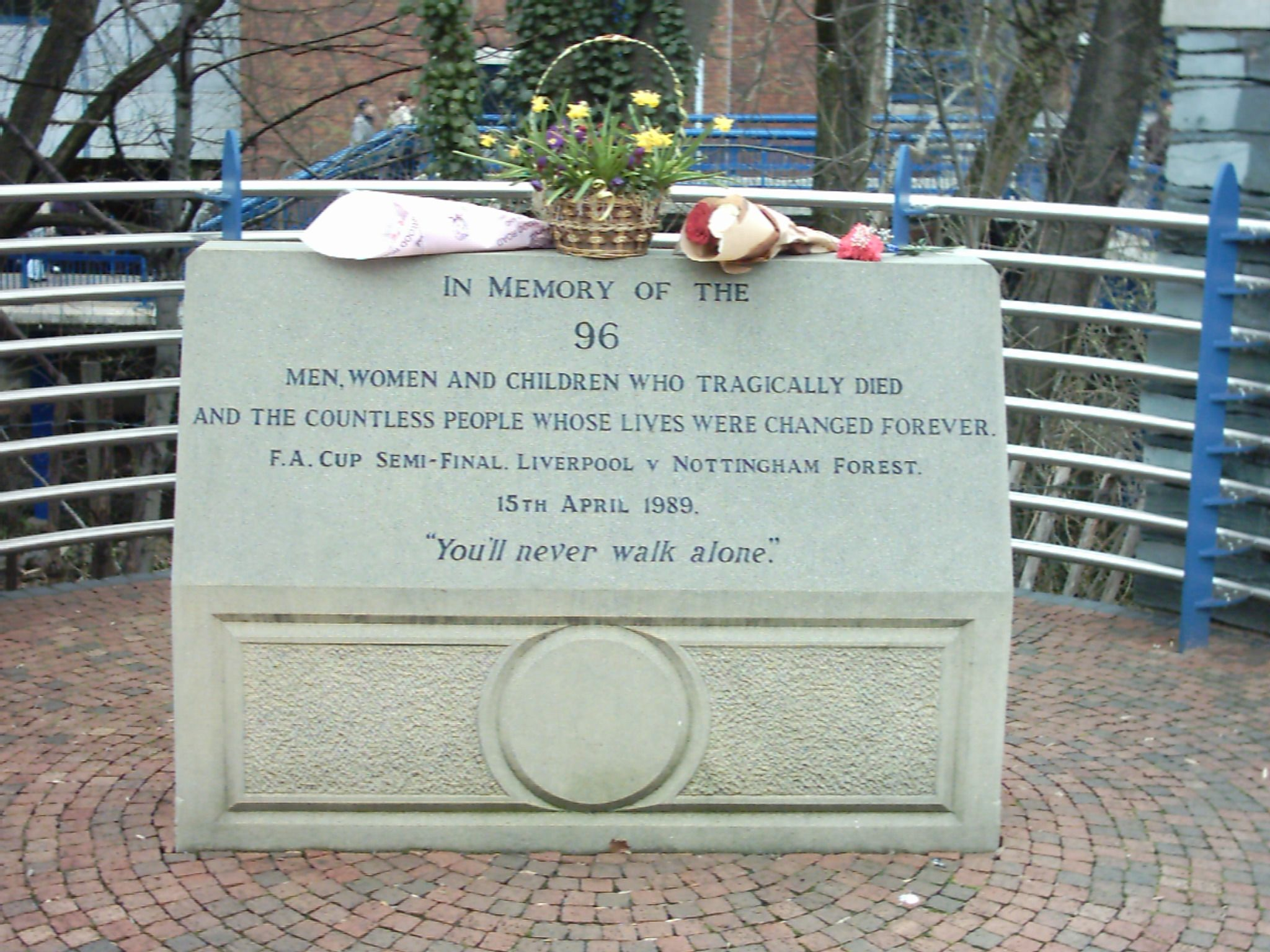
Мемориал в память о погибших

Траге́дия на «Хи́ллсборо» (англ. Hillsborough Disaster) — давка, произошедшая 15 апреля 1989 года на стадионе «Хиллсборо» в Шеффилде во время полуфинального матча Кубка Англии по футболу между клубами «Ноттингем Форест» и «Ливерпуль» и повлёкшая смерть 97 болельщиков «Ливерпуля». Всего же в трагедии получили ранения разной степени тяжести 766 человек.

## Ход событий
Эти же команды встречались в полуфинале Кубка Англии на этом стадионе и за год до этого, и тогда тоже возникли проблемы. В обоих случаях «Ливерпулю», посещаемость домашних матчей которого была вдвое выше, чем у «Ноттингем Форест», выделили трибуну, вмещавшую меньшее количество зрителей. К тому же трибуна «Леппингз Лейн» давно не ремонтировалась и была хуже приспособлена к тому, чтобы принимать болельщиков. В 1988 году болельщики «Ливерпуля» также попали в давку, но тогда всё обошлось без жертв. В связи с этим клуб просил перенести матч 1989 года на другой стадион, но эта просьба была отклонена Футбольной ассоциацией.
Полуфинальный матч был назначен на 15:00. Многие болельщики «Ливерпуля» не успевали к матчу из-за пробок на дорогах, вызванных, в частности, ремонтными работами. Несмотря на просьбы «Ливерпуля» задержать начало матча, чтобы к началу игры успели те, кто задерживался, эта просьба была проигнорирована. В результате, когда матч уже вот-вот должен был начаться, перед турникетами скопилось большое количество народа. Появились первые признаки давки. В этот момент командующий безопасностью на стадионе шеф-суперинтендант полиции Дэвид Дакенфилд через подчиненных спросил: «У всех есть билеты?, — Поднимите их!». Когда болельщики выполнили его требование, офицер, посчитав, что безбилетников в общей массе немного, приказал своим подчинённым открыть ворота и пустить всех без проверки. Вновь прибывшие были направлены в туннель, ведущий в центральные загоны «Леппингз Лейн», которые и так были переполнены, вместо того, чтобы направить их в боковые проходы в загоны, в которых почти никого не было. Зрители, уже сидевшие на практически заполненной трибуне, оказались запертыми оградами с трех сторон и нахлынувшей толпой с четвертой. Стоявшие в первых рядах и прижатые к металлическим ограждениям люди начали задыхаться.
На 6-й минуте матч был остановлен, однако в результате неграмотных действий полиции и стюардов, которые не сразу поняли суть происходящего, принимая попытки болельщиков высвободиться из давки за хулиганское желание прорыва на поле (против пытавшихся спастись был направлен отряд полицейских с собаками), большого количества жертв избежать не удалось. На мольбы открыть одну из оград, чтобы открыть путь погибающим людям на поле, полиция ответила отказом, поскольку не могла сделать этого без приказа от Дакенфилда.
На месте трагедии погибли 82 человека, в тот же день в больницах скончались еще 14 человек, ещё один, 14-летний Ли Николь, умер в больнице 19 апреля, а ещё через четыре года, 3 марта 1993 года, от аппарата искусственного поддерживания жизни был отключен 22-летний Тони Бланд, проведший всё это время в коме и ставший 96 жертвой давки. Это было совершено с согласия его родителей, когда врачи сообщили им, что никакой надежды на выздоровление нет и что Бланд не проживет более 5 лет. Это был первый подобный случай в истории Британии, он вызвал немало споров и разногласий в обществе. Более семисот человек получили травмы. Ещё одним пострадавшим на стадионе и впавшим в кому является Эндрю Девайн (22-летний на момент трагедии). В марте 1997 года стало известно, что он вышел из комы и может общаться при помощи сенсорной панели, отвечая "да" или "нет". Он умер 29 июля 2021 года.
Одной из жертв давки мог стать некий Стивен Уиттл, который купил билет на матч, но по причине занятости на работе не смог попасть на стадион и продал билет другу (чьё имя Уиттл с женой решили не называть, однако доподлинно известно, что он погиб). Он испытывал сильное «чувство вины выжившего», что, скорее всего, и привело к тому, что  в феврале 2011 года он бросился под поезд.
В давке погиб и двоюродный брат будущего капитана «Ливерпуля» Стивена Джеррарда, 10-летний Джон-Пол Джилхули, он стал самой молодой жертвой трагедии. По странному совпадению, самой старой жертвой давки также стал брат игрока «Ливерпуля» Кевина Барона, 67-летний Джерард Барон. В целом же среди погибших оказались одна пара сестер, три пары братьев, а также отец и сын.
В течение первых 10 лет после трагедии трое из выживших в давке покончили жизнь самоубийством, ещё один провел 8 лет в психиатрической больнице. Также отмечено, что многие выжившие страдали от алкогольной и наркотической зависимости, а также у них распалось много браков.
Число жертв и пострадавших могло бы быть значительно меньше, если бы на стадион были пропущены кареты скорой помощи, однако полиция не допустила их. В результате на стадионе оказалась лишь одна бригада — остальным пострадавшим помощь оказывали другие болельщики «Ливерпуля».
Спустя четыре дня после трагедии бульварная газета The Sun опубликовала на первой полосе «сенсационный» репортаж под заголовком The Truth («Правда»), в котором утверждалось, что:
1. В гибели болельщиков виноваты пьяные фанаты «Ливерпуля», прорвавшиеся в заполненный сектор;
2. Болельщики «Ливерпуля» мочились на полицейских, пожарных, а также на тела своих погибших товарищей и мародёрствовали, обчищая им карманы;
3. Фанаты избивали полицейских, делавших искусственное дыхание пострадавшим.

Несмотря на то, что документальными свидетельствами эти утверждения были опровергнуты, редакция отказалась приносить свои извинения. Борьба против газеты ведётся до сих пор — в Мерсисайде многие газету не покупают принципиально, несмотря на то, что это издание пользуется огромной популярностью по всей стране.

## Последствия трагедии
По итогам этого происшествия был составлен так называемый доклад Тейлора, в котором анализировались причины произошедшего и давались рекомендации, как избежать этого в будущем. В числе прочего, было принято решение убрать со стадионов решётки и стоячие террасы.
В Ливерпуле был открыт мемориал памяти погибшим в давке на стадионе. На эмблеме футбольного клуба «Ливерпуль» появились два факела, в память о погибших болельщиках. Каждый год 15 апреля на «Энфилде» проводится мемориальная служба, посвящённая жертвам трагедии, в которой принимают участие игроки и руководство команды. Ежегодно клуб предпринимает все усилия для того, чтобы первой, резервной и молодёжным командам не приходилось проводить матчи в этот день.
Двадцатую годовщину трагедии почтили минутой молчания в Ливерпуле, где на стадионе «Энфилд» собралось более 30 000 человек, и на городской площади Ноттингема. Траурные мероприятия в Шеффилде не проводились по согласованию с семьями погибших. Перед собравшимися на ежегодной службе на «Энфилде» людьми выступил министр культуры Великобритании Энди Бёрнем, его речь, в которой упоминались действия властей во время трагедии, была встречена негодованием.

## Кельвин Маккензи и Стив Коэн
Главный редактор газеты The Sun в 1989 году Кельвин Маккензи, позволивший, чтобы на страницах таблоида появилась ложь о трагедии, позднее был вынужден извиниться перед семьями погибших и болельщиками «Ливерпуля». Однако позднее он заявил, что сделал это (извинился) только под давлением Руперта Мердока, медиамагната, в империю которого входит и эта газета.
Американский радио- и телеведущий Стив Коэн, работающий на главном в США радиошоу о футболе World Soccer Daily, несколько раз обвинял болельщиков «Ливерпуля» в том, что именно по их вине произошла трагедия. Впервые он заявил об этом в 2006 году, но потом извинился за это. Однако в 2009 году он снова выступил с обвинениями болельщиков. В связи с этим 21 мая 2009 года футбольный клуб «Ливерпуль» выступил с официальным осуждением таких комментариев.

## Работа Независимой комиссии в 2010—2012
В феврале 2010 года была создана Независимая комиссия по расследованию причин трагедии на «Хилсборо» под руководством епископа Ливерпуля Джеймса Джонса, которой было поручено изучить все имеющиеся материалы и документы, связанные с трагедией, чтобы прояснить основные вопросы. Работа продолжалась более двух лет, и лишь 12 сентября 2012 года был опубликован итоговый отчёт на 395 страницах. Отчёт вызвал настоящую сенсацию в Великобритании, поскольку он подтвердил, что болельщики «Ливерпуля» были несправедливо обвинены в случившемся, причём за этим обвинением стояла полиция Южного Йоркшира.

### Основные выводы комиссии
- Полиция проверяла наличие алкоголя в крови у ещё не остывших тел, в том числе детей[6]. В тех случаях, если алкоголя не обнаруживалось совсем, полиция искала записи в базе данных правонарушений, рассчитывая тем самым «подмочить репутацию» погибших[6];
- Полиция изначально выработала «стратегию», целью которой было убедить всех, что в случившемся виноваты болельщики «Ливерпуля»[6]. В числе тех, кто принимал участие в обсуждении «стратегии», и экс-шеф-констебль Мерсисайда Норман Беттисон[6];
- Коронер в нарушение закона отказался проводить экспертизу тел части погибших, основываясь на том, что все 95 (на тот момент) жертв умерли одинаково[6];
- Коронер установил «отсечку» по времени в 15:15, поскольку считал, что после этого времени никого спасти уже было невозможно[6]. Однако последующие вскрытия тел показали, что это не так. Данные об этом были изменены или скрыты[6]. 41 человек из 96 погибших на 15:15 имели шанс выжить[6];
- Полиция Южного Йоркшира «сливала» ложную информацию прессе через члена Палаты Общин от Консервативной партии Ирвайна Паттника[6] и шеффилдское агентство новостей[5]. Оттуда это поступало в газету The Sun Кельвину Маккензи, опубликовавшему скандальную статью[6];
- В 116 из 164 отчётов полиции были изменены комментарии, «неудобные» для полиции Южного Йоркшира[6]. Аналогичные правки были внесены в отчёты медицинской службы[5];
- Нет ни одного подтверждения тому, что болельщики «Ливерпуля» были пьяны, вели себя агрессивно и пытались прорваться на стадион, не имея билетов[6];
- Нет ни одного подтверждения тому, что болельщики «Ливерпуля» дрались с полицией, мочились на трупы товарищей и обчищали их карманы[6];
- В трагедии и в том, каковы оказались её масштабы, виновата полиция Южного Йоркшира, которая оказалась не готова к проблемам, была неспособна осознавать последствия своих действий[6], коронер[6], служба скорой помощи[5], и те, кто разрешил проведение матча на «Хиллсборо», зная о проблемах с безопасностью[6].

### Реакция на отчёт Независимой комиссии
Публикация отчёта Независимой комиссии вызвала бурное обсуждение в Палате общин, где в тот же день, 12 сентября, с речью выступил премьер-министр Великобритании Дэвид Кэмерон. Кэмерон сообщил, что семьи погибших были правы, отстаивая свою точку зрения, и сообщил, что в отношении жертв трагедии была допущена «двойная несправедливость». По его словам, сперва государство не справилось со своей обязанностью их защитить, а потом их обвинили в том, что они сами стали причиной своей смерти. Кэмерон от имени правительства Великобритании и всей страны извинился перед семьями погибших и сказал, что возможно будет проведено новое расследование с тем, чтобы установить и наказать виновных в случившемся. Однако, заметил он, вопрос о том, проводить ли расследование, находится в прерогативе Генерального прокурора страны.
С официальными заявлениями по поводу публикации отчёта 12 сентября выступили футбольные клубы «Эвертон» (также представляющий Ливерпуль) и «Селтик», с которым «Ливерпуль» связывают узы дружбы. Утром 12 сентября, ещё до публикации отчёта, свои извинения в лице новых владельцев клуба принёс «Шеффилд Уэнсдей», на поле которого 15 апреля 1989 года должен был состояться матч. На первых полосах всех главных утренних газет Великобритании (за исключением The Telegraph) 12 сентября появились большие статьи об отчёте и выводах комиссии.

## Решение суда присяжных
26 апреля 2016 года суд решил, что трагедия произошла по вине полиции. Присяжные пришли к выводу, что полиция допустила серьезные ошибки, в результате многие болельщики погибли в давке. Присяжные также пришли к выводу, что действия полиции вызвали опасную ситуацию на турникетах и давку на трибунах.
Также суд признал командующего безопасностью на стадионе шефа полиции Дэвида Дакенфилда виновным в убийстве по неосторожности — из-за нарушений при выполнении служебных обязанностей. Теперь обвинение в его адрес будет рассматривать Королевская прокурорская служба.
По мнению суда, поведение болельщиков не было нетипичным или непредсказуемым. Кроме того, присяжные признали, что конструкция и состояние барьеров в двух секторах стадиона не полностью соответствовало нормам, а реакция служб спасения, не объявивших сразу о серьезности произошедшего, привела к задержкам в оказании медицинской помощи пострадавшим.